# Nova Estrela
Nova Estrela (« nouvelle étoile ») est une localité de Sao Tomé-et-Principe située à l'est de l'île de Principe. C'est une ancienne roça.

## Population
Lors du recensement de 2012, 222 habitants y ont été dénombrés.

## Roça
De typeroça-terreiro, c'est une ancienne dépendance de la roça Bela Vista.
Photographies et croquis réalisés en 2011 mettent en évidence la disposition des bâtiments, leurs dimensions et leur état à cette date.